# Stazione di Shin-Tokorozawa
La stazione di Shin-Tokorozawa (新所沢駅?, Shin-Tokorozawa-eki) è una stazione ferroviaria della città di Tokorozawa della prefettura di Saitama, ed è servita dalla linea Shinjuku delle Ferrovie Seibu, a circa 32 km di distanza dal capolinea di Seibu-Shinjuku. La stazione è chiamata dai residenti del luogo con la forma abbreviata "Shin-Toko".

## Linee
Ferrovie Seibu
● Linea Seibu Shinjuku

## Struttura
La stazione si trova in superficie ed è dotata di due marciapiedi a isola con quattro binari passanti, collegati al fabbricato viaggiatori posto sopra i binari da scale mobili, fisse e ascensori.
| 1-2 | ● Linea Seibu Shinjuku | per Sayamashi e Hon-Kawagoe                   |
| 3-4 | ● Linea Seibu Shinjuku | per Tokorozawa, Takadanobaba e Seibu-Shinjuku |

## Stazioni adiacenti
| «                    | Servizio             | »                    |
| Linea Seibu Shinjuku | Linea Seibu Shinjuku | Linea Seibu Shinjuku |
| -------------------- | -------------------- | -------------------- |
| Kōkū-kōen            | Locale               | Iriso                |
| Kōkū-kōen            | Semiespresso         | Iriso                |
| Kōkū-kōen            | Espresso             | Iriso                |
| Tokorozawa ←         | Espresso pendolari   | ← Sayamashi          |